# Gustave Caillebotte
Gustave Caillebotte (/ɡysˈtaːv kajˈbɔt/; Parigi, 19 agosto 1848 – Gennevilliers, 21 febbraio 1894) è stato un pittore francese.

## Biografia

### Formazione
Gustave Caillebotte nacque il 19 agosto 1848 a Parigi, in una lussuosa dimora in rue du Faubourg-Saint-Denis, in una famiglia di estrazione altoborghese. Il padre di Gustave, Martial Caillebotte (1799-1874), era un imprenditore tessile di successo ed era anche un giudice al tribunal de commerce del dipartimento della Senna; la madre, invece, si chiamava Céleste Daufresne ed era stata sposata da Martial in terze nozze. Nel 1851 sarebbe nato il fratello René, che morirà all'età di 25 anni, mentre nel 1853 fu il turno di Martial (battezzato con lo stesso nome del padre), il quale sarà legato a Gustave da uno stretto rapporto affettivo. La fanciullezza di Caillebotte fu tranquilla e agiata: il piccolo, d'altronde, non era funestato da preoccupazioni economiche e trascorreva le estati nella tenuta di famiglia a Yerres, un paesino a sud di Parigi dove maturò un'ardente passione per il canottaggio e dove, con tutta probabilità, ha iniziato a interessarsi anche alle Belle Arti.
Caillebotte, dunque, all'inizio disegnava e dipingeva per puro diletto. Il suo sogno, infatti, era quello di diventare avvocato: iscrittosi al liceo Louis-le-Grand di Vanves nel 1857, avrebbe conseguito la laurea in legge nel 1869 (diplôme de bachelier en droit). Nel luglio 1870 fu chiamato alle armi per combattere nella guerra franco-prussiana: non perì nel corso del conflitto (come invece accadde a un altro pittore impressionista, Bazille), e fu dismesso il 7 marzo 1871. Terminata la guerra Caillebotte rinunciò alle sue velleità forensi e iniziò a seguire i suoi sogni più autentici, diventando in breve tempo ingegnere navale, orticoltore, filatelico e, soprattutto, pittore.
Fu in particolare la pittura di Giuseppe De Nittis, conosciuta a Napoli in occasione di un viaggio compiuto con il padre nel 1872, a persuaderlo ad abbandonare definitivamente la carriera giuridica e a consacrarsi alle Belle Arti. La sua formazione fu di stampo prettamente accademico: egli, infatti, si accostò alle lezioni di Léon Bonnat, maestro all'École des beaux-arts con il quale apprese i primi rudimenti della pittura e del disegno, oltre che uno studio accurato del supporto. Studente curioso ed entusiasta, Caillebotte raggiunse una sostanziale autonomia artistica in brevissimo tempo: iniziò, nel frattempo, ad ampliare indipendentemente la propria cultura figurativa e ad informare personali orientamenti di gusto, in primo luogo a contatto con le opere del già ricordato De Nittis e di Edgar Degas, entrambi autori alla ricerca un modo per affidarsi all'immediata impressione del vero secondo assunti sostanzialmente naturalistici e antiaccademici. Sedotto da queste premesse Caillebotte strinse con De Nittis e Degas una bella e solida amicizia e iniziò a frequentare insieme a loro gli animati dibattiti serali al Café Guerbois, dove conobbe anche Manet e tutti quegli altri giovani artisti vicini a quelle che, da lì a qualche anno, sarebbero state le nuove tendenze impressioniste.

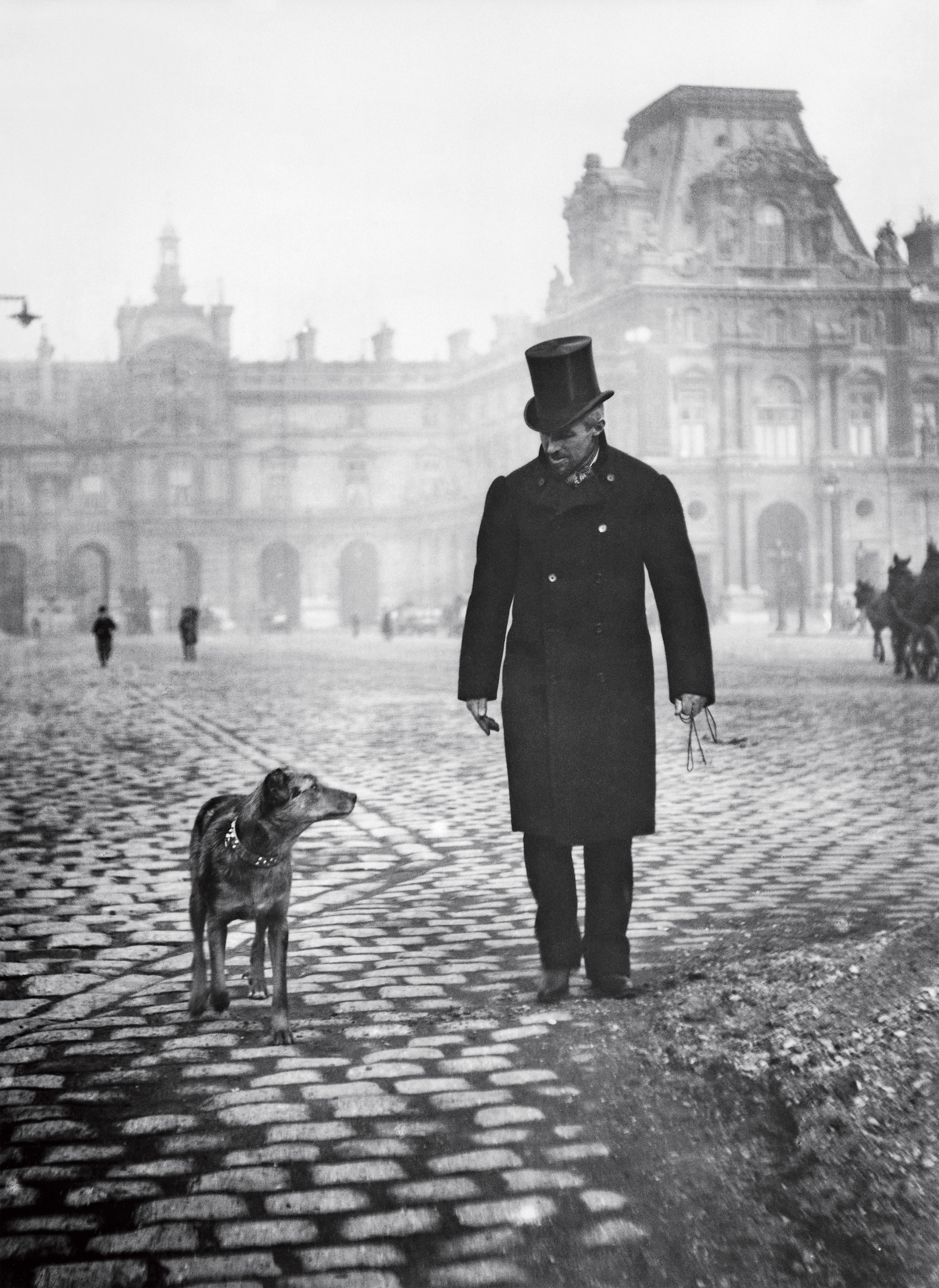
Fotografia scattata nel 1892 da Martial Caillebotte raffigurante il fratello Gustave che passeggia con un cane presso la place du Carrousel.

### Età adulta
Per Caillebotte il 1874 fu un anno ricco di eventi. Innanzitutto il 24 dicembre di quell'anno morì il padre, lasciando un notevole patrimonio che garantì all'intera famiglia una vita decisamente agiata: Caillebotte, dunque, non fu mai funestato da problematiche economiche significative. Sempre nel 1874 inoltre, vediamo l'impegno impressionista di Caillebotte consolidarsi, sino a culminare nella partecipazione alla prima mostra del movimento tenutasi in quell'anno nello studio del fotografo Nadar. Caillebotte partecipò più o meno assiduamente ai vari appuntamenti impressionisti, realizzando opere di grande pregio: speciale menzione meritano Il ponte dell'Europa, Strada di Parigi in un giorno di pioggia, I piallatori di parquet.
Ergendosi a paladino della pittura impressionista, inoltre, aiutò economicamente i suoi amici più in difficoltà (come Monet, il quale soffriva di una mancanza cronica di denaro) e organizzò quasi tutte le mostre del gruppo, talvolta finanziandole, a partire dalla seconda: celebre il caso della terza mostra impressionista del 1877, giustamente nota come «mostra di Caillebotte» visto che fu lui a reperire il denaro e le opere occorrenti per il regolare svolgimento dell'esibizione. Non a caso, Caillebotte non è ricordato solo come un pittore, bensì pure come un munifico mecenate (di questo, in particolare, si parla nel paragrafo Attività collezionistica).
Gradualmente, tuttavia, l'interesse per la pittura in Caillebotte scemò. Dopo il 1882, infatti, tentò inutilmente di tenere unito il gruppo impressionista, il quale stava perdendo ogni spinta propulsiva, ma, visti vani i suoi sforzi e deluso dal comportamento di alcuni, decise di abbandonare momentaneamente la pittura per dedicarsi ad altre attività, come la navigazione di diporto, la filatelia, il giardinaggio. Dopo la morte della madre Céleste, scomparsa cinquantanovenne, Gustave e Martial misero in vendita la grande casa familiare nella rue de Miromesnil e poi la tenuta di Yerres: si verificò dunque un cambiamento radicale nella vita dei due uomini, alla base del quale vi era la pratica assidua della navigazione a vela e del giardinaggio.
Con il denaro ereditato e quello ricavato dalla vendita degli immobili, infatti, Gustave e Martial acquistarono un appartamento in boulevard Haussmann e un terreno situato sulla riva della Senna, al Petit Gennevilliers, che con successive acquisizioni raggiungerà l'estensione di circa un ettaro. Su questo terreno trovarono luogo una casa, un giardino, un orto e una serra: in questo piccolo eden Caillebotte fu ben felice di posare i pennelli e dedicarsi al giardinaggio. Nella tenuta al Petit Gennevilliers Caillebotte trascorrerà il resto della sua vita, sino alla morte, sopraggiunta il 21 febbraio 1894, a causa di un'improvvisa congestione polmonare. La sua scomparsa suscitò unanime cordoglio, e fu pianta soprattutto da Camille Pissarro («una persona che possiamo rimpiangere, è stato buono e generoso e, ciò che non guasta, un pittore di talento») e Claude Monet («aveva tanti doni naturali quanto buoni sentimenti e, quando l'abbiamo perso, era appena all'inizio della sua carriera»).

## Stile e contenuti

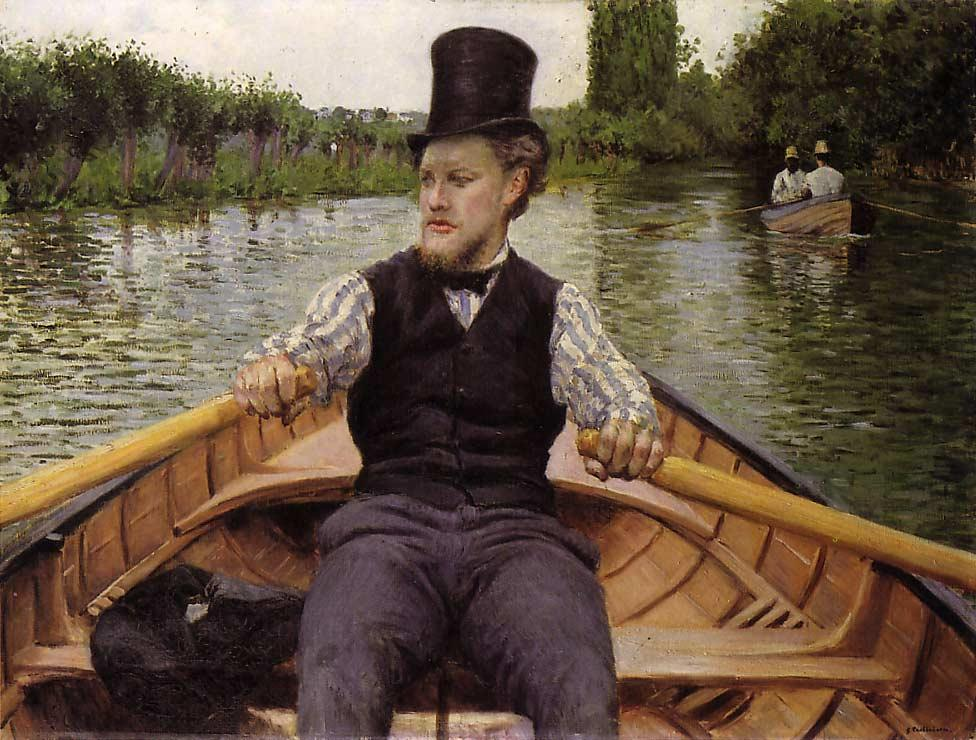
Gustave Caillebotte, La Partie de bateau (1877-78); olio su tela, 90×117 cm, museo d'Orsay, Parigi.

Nonostante l'impegno impressionista Caillebotte interpretò gli stilemi del movimento in modo assolutamente personale, senza abdicare alla propria formazione e ubbidendo soprattutto alla propria sensibilità. Alla poetica dell'attimo fuggente e irripetibile, colto in un solo battito di ciglia, egli preferì infatti la solida costruttività del disegno, già appreso durante il discepolato con Bonnat: in aperta controtendenza con l'impostazione impressionista, d'altronde, egli era solito meditare a lungo sulle composizioni, realizzando talora diversi schizzi preparatori. L'originalità del Caillebotte, dunque, sta proprio nel mirabile equilibrio con cui riusciva a fondere la sua dichiarata matrice accademica con gli spunti di modernità, intelligentemente soppesati e impiegati. Non desta meraviglia, pertanto, che lo stile di Caillebotte non è interamente impressionista, bensì presenta anche contaminazioni accademiste e realiste.
Il repertorio figurativo di Caillebotte, in particolare, è colmo di temi tratti dalla quotidianità e dalla contemporaneità. Caillebotte, infatti, era troppo affascinato dalla realtà quotidiana per dimenticare, anche per un attimo, i piallatori che raschiavano i parquet degli eleganti palazzi haussmanniani, o i giovani canottieri che si consacrano agli ozi campagnoli vogando placidamente sulla Senna, o magari il fascino umbratile di un'ordinaria giornata di pioggia a Parigi. Quadro dopo quadro, immagine dopo immagine, Caillebotte perseguiva la scoperta di quell'aspetto epico che, come sosteneva il suo amico Baudelaire, permea la vita moderna fin nei suoi pori più profondi:
(Charles Baudelaire)

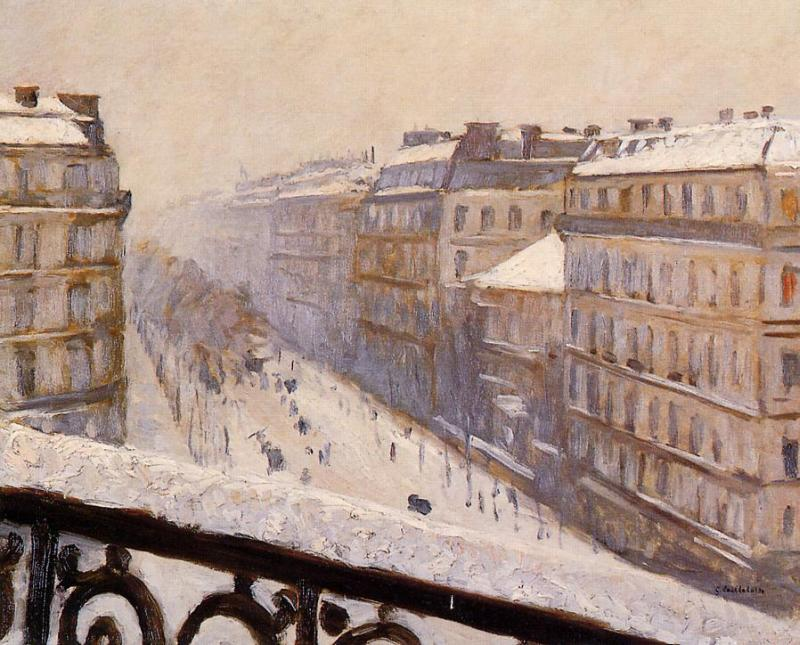
Gustave Caillebotte, Boulevard Haussmann, effet de neige (1880-81); olio su tela, 65×82 cm, collezione privata.

A questa rivoluzione nei contenuti, improntata all'estetica baudelairiana, corrisponde un profondo rinnovamento del linguaggio pittorico. L'innovazione tecnologica che più profondamente condizionò l'arte di Caillebotte fu in particolare la fotografia, strumento grazie al quale l'artista abbandonò i convenzionalismi accademici e approdò a vedute che sembrano delineate con il grandangolo, a figure volutamente tagliate dai margini del dipinto e a punti di vista arditamente disposti, con scorci dall'alto e dal basso. Queste composizioni (ma in questo caso sarebbe più corretto chiamarle inquadrature, stante l'analogia con le istantanee fotografiche) riprendono inoltre i vari soggetti con più spontanea sincerità, senza filtri o pose di alcuna sorta.

## Attività collezionistica

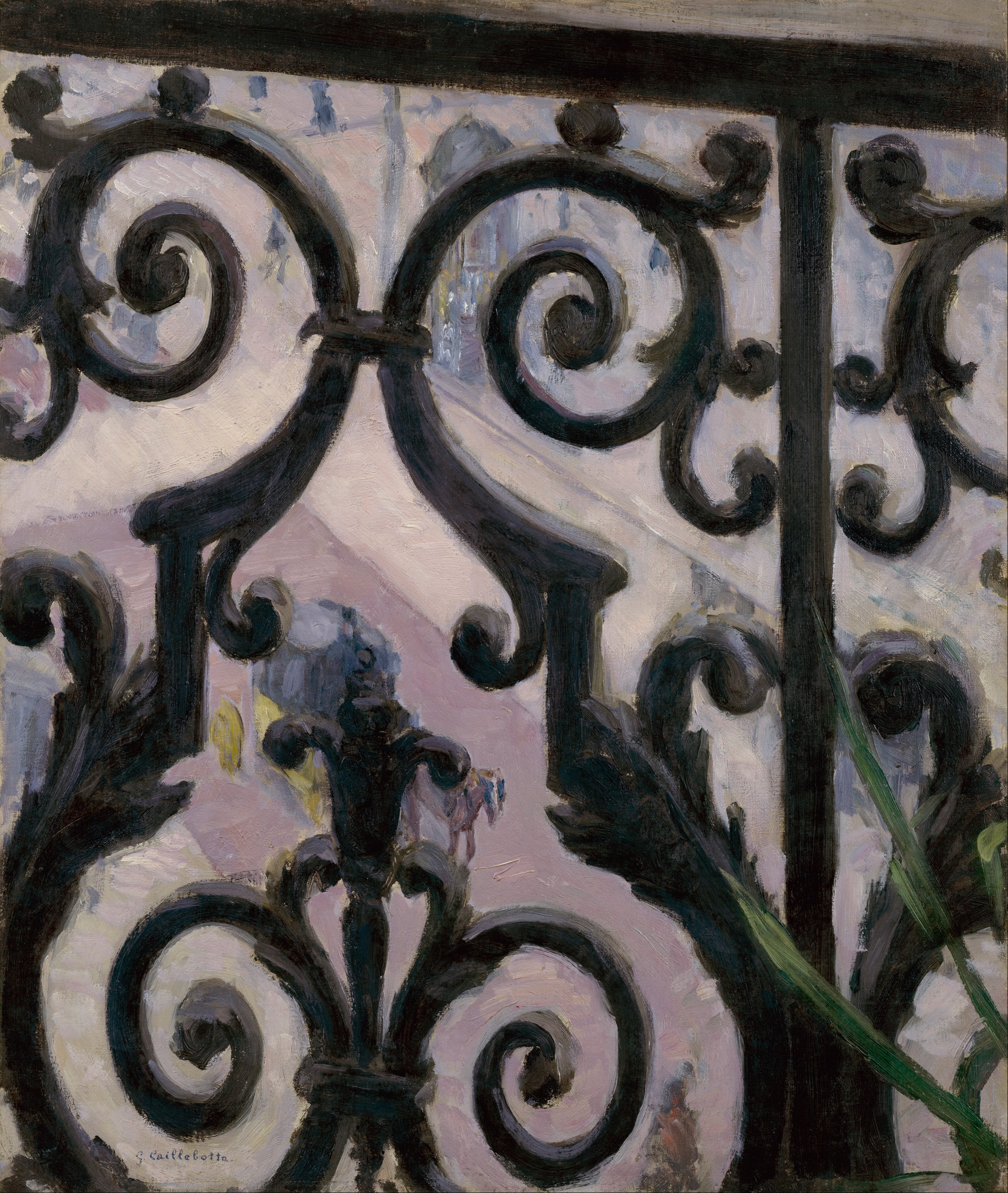
Gustave Caillebotte, Vista da un balcone (1880), museo di Van Gogh, Amsterdam, terzo piano.

Dopo che nel 1876 il fratello minore René lo ammonì dell'inesorabile brevità della vita, Caillebotte - intimamente turbato - dispose il suo testamento a soli ventotto anni. Una delle clausole ivi previste, in particolare, contemplava un lascito della sua intera collezione artistica al governo francese. Caillebotte, infatti, fu uno dei più convinti collezionisti di pitture impressioniste e, qualora ne avesse l'opportunità, non esitava ad aiutare i suoi colleghi acquistandone le opere. Pian piano arrivò ad accumulare opere d'arte di vari artisti a lui contemporanei: Camille Pissarro (diciannove), Claude Monet (quattordici), Pierre-Auguste Renoir (dieci), Alfred Sisley (nove), Edgar Degas (sette), Paul Cézanne (cinque) ed Édouard Manet (quattro).
Alla morte di Caillebotte gli Impressionisti erano velenosamente osteggiati dall'establishment artistico, ancora deferente ai convenzionalismi promossi dall'Académie des beaux-arts. Prevedendo con saggezza i futuri sviluppi dell'arte francese, Caillebotte seppe provvedervi in tempo e nel proprio testamento scrisse:
(Gustave Caillebotte)
Con mirabile lungimiranza, dunque, Caillebotte ordinò che i dipinti impressionisti non venissero dimenticati «in una soffitta o in un museo di provincia», e perciò dispose affinché venissero consacrati all'ufficialità del palazzo del Lussemburgo, per poi entrare a far parte del patrimonio artistico del Louvre. L'esecuzione del lascito testamentario di Caillebotte, com'è d'altronde prevedibile, fu ricca di difficoltà e imprevisti: all'epoca, infatti, vigeva un vivo contrasto tra l'arte viva e i poteri ufficiali, e furono in molti a protestare rumorosamente contro l'ingresso delle opere impressioniste nelle collezioni statali, ritenendolo «un'offesa alla nostra scuola». Dietro queste virulente polemiche serpeggiava la malcelata paura di un riconoscimento ufficiale di quelle opere così bistrattate dalla critica ufficiale ma che, se esposte in un museo prestigioso come il Louvre, sarebbero inevitabilmente andate incontro a uno sfolgorante successo.
Dopo tre anni di complicate trattative, durante i quali Renoir in veste di esecutore testamentario trattò insieme ad altri intellettuali francesi per la stipula del negoziato, lo Stato Francese rispettò (anche se parzialmente) le volontà di Caillebotte e accettò parte dei dipinti nel proprio patrimonio collezionistico: ben sei Renoir (tra cui la Liseuse, l'Altalena, il Bal au moulin de la Galette), otto Monet (tra cui la Gare Saint-Lazare e le Barche, Regate ad Argenteuil), sette Pissarro (tra cui i Tetti rossi), due Manet, sei Sisley, due Cézanne (tra cui l’Estaque) e sette Degas entrarono dunque a far parte di una raccolta pubblica. Questa collezione nel 1937 sarebbe poi andata a formare la base del Museo del Jeu de Paume, la celebre succursale impressionista del Louvre, per poi essere trasferiti nel 1986 nel museo d'Orsay, il museo parigino dedicato all'arte del XIX secolo.

## Opere
Di seguito si riporta un elenco delle opere d'arte di Gustave Caillebotte per le quali è disponibile una trattazione specifica su Wikipedia:
- Barche a vela ad Argenteuil, Museo d'Orsay, Parigi.
- I piallatori di parquet, Museo d'Orsay, Parigi.
- Il ponte dell'Europa, Petit Palais, Ginevra.
- Strada di Parigi in un giorno di pioggia, Art Institute, Chicago.
- Uomo al bagno, Museum of Fine Arts, Boston.
- Uomo che si asciuga la gamba, Museum of Fine Arts, Boston.
- Veduta di tetti, effetto neve, Museo d'Orsay, Parigi.
- Giovane uomo alla finestra, Getty Museum, Los Angeles.